# Oconnorella
Oconnorella är ett släkte av ringmaskar. Oconnorella ingår i familjen småringmaskar.
Släktet innehåller bara arten Oconnorella cambrensis.